# Ḧ
Ḧ (minuskule ḧ) je speciální znak latinky. Nazývá se H s přehláskou. Vyskytuje se pouze v kurdštině, kde nemá ale status samostatného písmena.[zdroj⁠?!] Čte se přibližně jako české h a zapisuje se jako znak ح. V Unicode má Ḧ kód U+1E26 a ḧ kód U+1E27.